# Lý thuyết gán nhãn hiệu
Lý thuyết gán nhãn hiệu (tiếng Anh: Labeling Theory) là một lý thuyết xã hội học nghiên cứu hành vi ứng xử của con người theo phương pháp phân tích tương tác biểu tượng qua đó khẳng định hành vi tuân thủ hay lệch lạc của một người là do kết quả của quá trình người khác xác định hay gán nhãn hiệu. Lý thuyết này nhấn mạnh đến tính tương đối trong việc đánh giá hành vi lệch lạc, cùng một hành vi có thể định nghĩa khác nhau trong các tình huống khác nhau. Một sinh viên lấy quần áo của người bạn chung phòng mặc có thể được xem là ăn cắp hoặc đơn thuần là mượn quần áo để mặc. Một đại biểu Quốc hội lái xe về nhà trong tình trạng say rượu sau tiệc chiêu đãi có thể được coi là người có mối quan hệ tích cực, hòa đồng hoặc một kẻ nát rượu. Mọi hành vi đều có một số hay không có ý nghĩa nào đối với người khác tùy theo quá trình phát hiện, định nghĩa và phản ứng khác nhau. Đáng lưu ý rằng con người có thể bị gán nhãn hiệu lệch lạc khi họ tham gia vào tình huống mà họ có rất ít hoặc hoàn toàn không có trách nhiệm. Một phụ nữ là nạn nhân của hành vi sàm sỡ đôi lúc cũng bị coi là lệch lạc bởi giả định sai lầm rằng họ đã khuyến khích kẻ có hành vi đó.

## Sự hình thành
- Người đưa ra những quan điểm và phân tích có tính chất nền móng cho lý thuyết gán nhãn hiệu là nhà xã hội học nổi tiếng người Mỹ George Herbert Mead (1863 - 1931). Mead phân tích rằng cái tôi là nền tảng của sự tồn tại của con người, nó chính là nhận thức của cá nhân về tình trạng là một thực thể khác biệt trong xã hội[1]. Cái tôi có nguồn gốc từ kinh nghiệm xã hội và có thể tách biệt trong sự liên kết với xã hội, nếu bị cách ly khỏi xã hội thì cái tôi không xuất hiện. Kinh nghiệm xã hội là sự trao đổi các biểu tượng có ý nghĩa mà các cá nhân tham gia tương tác xã hội cùng chia sẻ. Con người cũng có khả năng tưởng tượng, phán đoán phản ứng của người khác đối với mình và qua đó nhìn nhận bản thân mình như người khác đang làm điều đó. Quan điểm này được Charles Horton Cooley[2] phát triển thành cái tôi gương soi với hàm ý quan niệm của một người đang có về cái tôi của mình xuất phát từ sự phản ứng của người khác đối với người đó. Trong tương tác xã hội, người khác như là tấm gương giúp một cá nhân có thể nhìn thấy bản thân mình như đang đặt mình vào vai trò của người khác theo cách tưởng tượng, phán đoán. Mead và Cooley cho rằng khả năng đảm nhận vai trò của người khác dựa vào việc sử dụng biểu tượng trong tương tác xã hội là nền tảng của cái tôi và mọi kinh nghiệm xã hội. Như vậy, đánh giá, phản ứng của người khác có thể gây tác động lớn đến việc một người tự nhận xét về bản thân mình.
- Người đã có công định hình và phổ biến lý thuyết gán nhãn hiệu là nhà xã hội học người Mỹ Howard Becker (1928). Ông khẳng định rằng sự lệch lạc chỉ có thể định nghĩa như "hành vi mà con người được gọi như thế"[3] vì sự lệch lạc có tính tương đối và phụ thuộc vào tình huống tương tác xã hội cụ thể. Ông tập trung vào phân tích cơ chế và nguyên nhân dẫn đến một hành vi nào đó được xác định là lệch lạc hay phạm tội trong khi những hành vi tương tự lại không. Lý thuyết của Becker nhấn mạnh đến phảm ứng của người khác cũng như những hệ quả của phản ứng đó là tạo ra sự lệch lạc. Khi một người đã bị gán nhãn hiệu lệch lạc, người đó sẽ trở nên bị tách rời khỏi xã hội, tìm đến với những người cùng cảnh ngộ và đến một mức độ nào đó, sẽ phản ứng theo đúng những gì mà xã hội gán cho.

## Lý thuyết gãn nhãn hiệu về sự lệch lạc

### Lệch lạc sơ cấp và thứ cấp
Edwin Lemert là người đã đưa ra khái niệm lệch lạc sơ cấp và lệch lạc thứ cấp và giải thích ảnh hưởng của việc một người bị xem là lệch lạc có thể thay đổi hành vi sau này của họ ra sao. Một người lần đầu tiên bị gán nhãn hiệu lệch lạc chính là lệch lạc sơ cấp. Thế nhưng một khi người đã bị coi là lệch lạc thì nhãn hiệu này trở thành một phần trong sự nhận dạng xã hội và sự tự nhận thức về bản thân của người đó. Cơ chế này khiến cho họ thực hiện "kỳ vọng" của người khác, hay nói đúng hơn, thực hiện theo những gì mà xã hội đã gán cho họ, bằng cách thực hiện những hành vi lệch lạc tiếp theo. Những hành vi lệch lạc tiếp theo này gọi là lệch lạc thứ cấp. Một người bị gán nhãn hiệu "béo tròn" - một sự lệch lạc sơ cấp - rất có thể sẽ có những lệch lạc thứ cấp như nói dối về cân nặng của mình, lẩn tránh những hoạt động như khiêu vũ, bơi lội... Hậu quả của lệch lạc thứ cấp dạng này khiến cho nhận thức của chính bản thân người bị dán nhãn hiệu lệch lạc lẫn những người khác về sự lệch lạc sơ cấp càng thêm sâu sắc và nó là sự khởi đầu của cái mà các nhà xã hội học gọi là vết nhơ.

### Vết nhơ xã hội và hậu quả của nó
Erving Goffman đã mô tả tiếp cái có thể xảy ra sau những lệch lạc thứ cấp là lệch lạc chuyên nghiệp. Khởi đầu sự lệch lạc chuyên nghiệp là bị vết nhơ. Vết nhơ là tình trạng mà tên gọi xã hội tiêu cực tác động mạnh làm thay đổi cơ bản nhận dạng xã hội và sự tự nhận thức của một người. Lúc này vết nhơ hoạt động như là địa vị chính nghĩa là nó có ý nghĩa cực kỳ quan trọng trong việc định dạng toàn bộ đời sống của một người. Vết nhơ biến đổi một người bình thường thành một người bị xem nhẹ. Mặc dù vết nhơ được hình thành thông qua sự gán nhãn hiệu của người khác nhưng người mang vết nhơ cũng như những người khác đều coi vết nhơ là sự thể hiện của khiếm khuyết cá nhân. Con người thường nhận thức được hậu quả của một vết nhơ kể cả khi chưa bị gán vết nhơ đó trong quá trình xã hội hóa (giao tiếp xã hội, giáo dục, phương tiện truyền thông...). Khi vết nhơ bị gán vào bản thân mình, người mang vết nhơ cũng có thể nhận thức được điều đó và khi đối mặt với thực tế khắc nghiệt qua phản ứng của người khác, họ bị tổn thương cá nhân. Vết nhơ có thế được gắn cho một người thông qua một quá trình chính thức mà nhà xã hội học Mỹ Harold Garfinkel (1917) gọi là nghi thức giảm giá trị, ví dụ một phiên tòa. Vết nhơ có tác động lâu dài và mạnh mẽ đến sự tự nhận thức bản thân của người mang vết nhơ. Một phụ nữ đã mang vết nhơ "béo phì" rất có thể cảm thấy mình không hấp dẫn chút nào kể cả khi hình thể đã ở mức bình thường.
Bị vết nhơ cũng có thể dẫn đến một quá trình gọi là dán nhãn hiệu hồi tưởng. Quá trình này chính là chọn lựa và giải thích những gì đã xảy ra trong quá khứ của người mang vết nhơ theo hướng luôn nhất quán với vết nhơ đó. Điều này khá phổ biến trên thực tế, ví dụ khi được biết rằng một người ăn trộm vừa bị bắt quả tang, những người khác phần nhiều sẽ nghĩ rằng những lần anh ta sang nhà chơi hoặc quanh quẩn gần đó là để tìm cơ hội ăn trộm chứ ít nghĩ đến việc người đó đã từng cứu một trẻ em khỏi chết đuối.

### Gán nhãn hiệu và bệnh tâm thần
Trong nghiên cứu bệnh tâm thần, lý thuyết gán nhãn hiệu rất có tác dụng bởi lẽ trong nhiều trường hợp, tình trạng tâm thần rất khó xác định. Mặc dù các bác sĩ cho rằng rối loạn tâm thần có một thực thể cụ thể như các bệnh tật cơ thể ví dụ như viêm gan, có quan điểm lại cho rằng phần lớn những gì chúng ta gán nhãn hiệu bệnh tâm thần là vấn đề định nghĩa xã hội. Việc định nghĩa và điều trị bệnh tâm thần đôi lúc hoàn toàn là nỗ lực ngụy trang để củng cố sự tuân thủ các tiêu chuẩn văn hóa.. Các ví dụ có thể kể ra như: một người có cách sống khác so với tiêu chuẩn thông thường thì người đó bị bệnh tâm thần hay đơn giản chỉ là sống lập dị? một người vô gia cư rất xem thường những nhân vật quyền thế thì người đó đã mất quân bình tâm thần hay đã thể hiện quan điểm hoặc sự oán giận hợp lý?... Đi xa hơn, bác sĩ Thomas Szasz đã đề nghị nên bãi bỏ khái niệm bệnh tâm thần với lập luận bệnh tật chỉ ảnh hưởng đến cơ thể và khái niệm này đưa ra chỉ là sự biện minh cho việc khuyến khích hay bắt buộc một người nào đó phải thay đổi hành vi. Quan điểm này đương nhiên bị nhiều ý kiến phản đối, bác bỏ nhưng nó cũng làm nổi bật nguy cơ lạm dụng y học trong việc thúc đẩy tính tuân thủ trong tình trạng mà tại ngày càng nhiều xã hội, người ta đang y học hóa sự lệch lạc. Những mẫu hành vi trước đây được hiểu theo nghĩa văn hóa thì ngày nay lại được coi là vấn đề y học, ví dụ nghiện rượu thường vẫn được coi là đạo đức hay tinh thần sút kém thì ở Mỹ hiện nay tật nghiện rượu được xem là bệnh và người nghiện rượu được xác định là "bệnh" hơn là "xấu". Ranh giới giữa sự chấp nhận cách tiếp cận xã hội học hay cách tiếp cận y học đặc biệt quan trọng vì nếu theo cách tiếp cận y học thì một người bị bệnh phải được điều trị và rất ít hoặc không chịu trách nhiệm về hành vi của mình (ví dụ: người bị bệnh tâm thần sẽ không chịu trách nhiệm hình sự mà thay vào đó phải chữa bệnh bắt buộc).

## Đóng góp và hạn chế
Lý thuyết gán nhãn hiệu đã cho thấy nguồn gốc của sự lệch lạc trong phản ứng của người khác, nó cũng đưa ra lý giải thuyết phục cho việc một hành vi ở người này bị xem là lệch lạc trong khi hành vi tương tự ở người khác thì lại không. Thông qua sự phát triển của các ý niệm lệch lạc sơ cấp, lệch lạc thứ cấp, vết nhơ và lệch lạc chuyên nghiệp, thuyết này đã chứng minh rằng nhãn hiệu lệch lạc có thể kết hợp vào sự tự nhận thức bản thân của người mang nhãn hiệu đến mức độ có khả năng dẫn đến sự lệch lạc tiếp theo. Tuy nhiên, thuyết này cũng có những hạn chế của nó. Chính Becker cũng đã cho rằng lý thuyết gán nhãn hiệu không phải là cách giải thích duy nhất về sự lệch lạc. Các nhà xã hội học cho rằng thuyết này có các hạn chế chính sau đây:
- Xem nhẹ một số lệch lạc mà trong hầu hết các xã hội đều coi là trầm trọng như tự tử, sử dụng bạo lực, lạm dụng đối với trẻ em... do đó nó chỉ tỏ ra hữu dụng nhất khi được dùng để giải thích cho những loại lệch lạc kém nghiêm trọng hơn.
- Không phải trong mọi trường hợp, hậu quả của một sự gán nhãn hiệu lệch lạc đều dẫn đến những lệch lạc thứ cấp hay lệch lạc chuyên nghiệp. Điều này phụ thuộc vào phản ứng của cá nhân bị gán nhãn hiệu lệch lạc, nếu cá nhân đó biết chấp nhận nhãn hiệu lệch lạc thì sẽ đối phó thành công với nó, kể cả trong trường hợp đã mang một vết nhơ.
- Mặc dù trên thực tế đa số đều phản kháng với nhãn hiệu lệch lạc nhưng không phải tất cả mọi người đều làm như thế. Có những cá nhân chủ động để được xem như là người lệch lạc ví dụ: bất phục tùng dân sự để kêu gọi sự chú ý đến chính sách của chính quyền, gây ra một vụ bê bối để trở nên nổi tiếng....